# Claudio Bonivento
Claudio Bonivento (Faggeto Lario, 14 novembre 1950) è un produttore cinematografico, produttore televisivo, sceneggiatore e regista italiano.

## Biografia
Le sue prime attività nel campo dello spettacolo sono state con Charles Aznavour e Léo Ferré. Dopo alcuni anni alla Numero Uno, casa discografica di Lucio Battisti e Mogol, ha successivamente lavorato per Barclay, Edizioni musicali Curci, Ariston Records, RCA Italiana, C.G.D., Messaggerie Musicali e WEA.
Nel 1976 entra a Telemontecarlo in qualità di direttore responsabile dei programmi e lavora a stretto contatto con Indro Montanelli nella sua trasmissione televisiva quotidiana. 
Nel 1977 inizia l'attività imprenditoriale in proprio, realizzando produzioni teatrali, televisive e cinematografiche.
Ha contribuito con le sue produzioni alla nascita di attori, sceneggiatori, registi, produttori oggi fra i più noti. Oltre metà della sua produzione consiste in opere prime (esordi alla regia) e opere seconde, tra cui quelle di Franco Amurri, Claudio Amendola, Giulio Base, Michele Placido, Marco Risi, Ricky Tognazzi, Simona Izzo, Rossella Izzo, Marco Tullio Giordana.

## Filmografia parziale

### Regista

#### Cinema
- Altri uomini (1997)
- Le giraffe (2000)
- A mano disarmata (2019)

#### Televisione
- Squadra mobile: scomparsi – miniserie TV (1999)
- L'attentatuni - Il grande attentato – miniserie TV (2001)
- Soldati di pace – film TV (2002)
- La stagione dei delitti – serie TV (2004)
- Il Grande Torino – miniserie TV (2006)
- Il Pirata - Marco Pantani – film TV (2006)
- Era mio fratello – miniserie TV (2007)
- Crimini – serie TV, episodio Cane nero (2010)
- Anita Garibaldi – miniserie TV (2012)
- Vi perdono ma inginocchiatevi – film TV (2012)

### Produttore

#### Cinema
- I fichissimi, regia di Carlo Vanzina (1981)
- Viuuulentemente mia, regia di Carlo Vanzina (1982)
- Vado a vivere da solo, regia di Marco Risi (1982)
- Eccezzziunale... veramente, regia di Carlo Vanzina (1982)
- Sapore di mare, regia di Carlo Vanzina (1983)
- Un ragazzo e una ragazza, regia di Marco Risi (1984)
- Chewingum, regia di Biagio Proietti (1984)
- Colpo di fulmine, regia di Marco Risi (1985)
- Blues metropolitano, regia di Salvatore Piscicelli (1985)
- Il ragazzo del Pony Express, regia di Franco Amurri (1986)
- Sposerò Simon Le Bon, regia di Carlo Cotti (1986)
- Soldati - 365 all'alba, regia di Marco Risi (1987)
- Sottozero, regia di Gian Luigi Polidoro (1987)
- Caramelle da uno sconosciuto, regia di Franco Ferrini (1987)
- Sposi, registi vari (1987)
- Delitti e profumi, regia di Vittorio De Sisti (1988)
- Appuntamento a Liverpool, regia di Marco Tullio Giordana (1988)
- I giorni del commissario Ambrosio, regia di Sergio Corbucci (1988)
- Night Club, regia di Sergio Corbucci (1989)
- Streghe, regia di Alessandro Capone (1989) - produttore esecutivo
- Mery per sempre, regia di Marco Risi (1989)
- La più bella del reame, regia di Cesare Ferrario (1989)
- Briganti, regia di Marco Modugno (1990)
- Ragazzi fuori, regia di Marco Risi (1990)
- Crack, regia di Giulio Base (1991)
- Ultrà, regia di Ricky Tognazzi (1991)
- Les Secrets professionnels du Dr Apfelglück, registi vari (1991)
- Pummarò, regia di Michele Placido (1991)
- Una storia semplice, regia di Emidio Greco (1991)
- Il proiezionista, regia di Andrej Končalovskij (1991)
- Sabato italiano, regia di Luciano Manuzzi (1992)
- Quando eravamo repressi, regia di Pino Quartullo (1992)
- La scorta, regia di Ricky Tognazzi (1993)
- Lest, regia di Giulio Base (1993)
- Poliziotti, regia di Giulio Base (1995)
- Pasolini, un delitto italiano, regia di Marco Tullio Giordana (1995)
- 20 sigarette, regia di Aureliano Amadei (2010)
- Il permesso - 48 ore fuori, regia di Claudio Amendola (2017)

#### Televisione
- I ragazzi della 3ª C – serie TV (1985)
- Yesterday - Vacanze al mare, regia di Claudio Risi – miniserie TV (1985)
- Professione vacanze, regia di Vittorio De Sisti – miniserie TV (1986)
- Parole e baci, regia di Simona Izzo e Rossella Izzo – film TV (1987)
- Tutti in palestra, regia di Vittorio De Sisti – miniserie TV (1989)
- Detective Extralarge – serie TV (1991)
- Extralarge 2 – serie TV (1993)

## Riconoscimenti
- Nastro d'argento – Mery per sempre: miglior produttore (1990)
- Festival di Montreal 1990 – Mery per sempre: Gran Premio della Giuria
- Festival di S. Sebastian 1990 – Crack: miglior film
- David di Donatello 1991 – Ragazzi fuori – Ultrà : miglior produttore
- Grolla d'oro 1991 – Ragazzi fuori: miglior film
- Grolla d'oro1992 – Una storia semplice : miglior film
- Festival del film poliziesco di Cognac 1993 – La scorta: miglior film
- David di Donatello 1993 – La scorta: miglior produttore
- Ciak d'oro 1993 – La scorta: miglior film in homevideo
- Mostra internazionale d'arte cinematografica di Venezia 1995 – Pasolini, un delitto italiano: medaglia d'oro del Senato della Repubblica Italiana
- Ciak d'oro 1996 – Pasolini, un delitto italiano: miglior film in homevideo
- Premio Regia televisiva 2006 – Il Grande Torino: miglior film – miglior regia
- Premio Flaiano 2006 – Il Grande Torino
- Fiction Film Festival Roma 2008 – Era mio fratello: miglior regia
- Premio Vittorio De Sica 2009 -
- Mostra internazionale d'arte cinematografica di Venezia 2010 – Sezione Controcampo – 20 sigarette: miglior film
- David di Donatello 2011 – 20 sigarette: miglior produttore
- David di Donatello 2011 – David Speciale 2011
- Ciak d'oro 2017 – Miglior produttore per Il permesso - 48 ore fuori[1]